# Komuna e Milotit
Komuna e Milotit är en kommun i Albanien.   Den ligger i prefekturen Qarku i Lezhës, i den norra delen av landet, 30 km norr om huvudstaden Tirana.
Trakten runt Komuna e Milotit består till största delen av jordbruksmark.  Runt Komuna e Milotit är det ganska tätbefolkat, med 160 invånare per kvadratkilometer.